# Alma Walther Møller Rasmussen
Alma Walther Møller Rasmussen (født 30. marts 2007 i Odder) er en cykelrytter fra Danmark, der kører for Nyt Syn by Fialla - U19P.